# متنزه حريات فرانكلين روزفلت الأربع
منتره فرانكلين دي روزفلت متنزّه الحريات الأربعة تبلغ مساحته 4 أكر (1.6 ها) النصب التذكاري لفرانكلين دي روزفلت للاحتفال بالحريات الأربع التي عبر عنها في خطابه عن حالة الاتحاد عام1941.يقع بالقرب من مستشفى الجدري التاريخي في مدينة نيويورك في أقصى نقطة جنوبي جزيرة روزفلت، في النهر الشرقي بين جزيرة مانهاتن وكوينز.تم تصميمه في الأصل من قبل المهندس المعماري لويس كان في عام1974، ولكن تم تأمين الأموال فقط من أجل وضع حجر الأساس في عام2010والانتهاء في عام 2012.

## تاريخ

### سياق الكلام
ألقى الرئيس روزفلت خطاب الحريات الأربع أمام كونغرس الولايات المتحدة في عام1941.ألهم خطاب الحريات الأربع وتم دمجه في نصب الحريات الأربع التذكاري في فلوريدا، ونصب فرانكلين ديلانو روزفلت التذكاري في واشنطن العاصمة، وسلسلة لوحات نورمان روكويل المسماة الحريات الأربع .
تم تسمية جزيرة روزفلت تكريما للرئيس السابق في عام 1973، وأعلن المخططون عزمهم بناء نصب تذكاري لروزفلت في الطرف الجنوبي للجزيرة. في عام2005، أطلق ويليام جيه فاندن هوفيل، سفير سابق للأمم المتحدة ومؤسس معهد فرانكلين وإليانور روزفلت، جهودًا لبناء الحديقة التي تبلغ مساحتها أربعة أفدنة وفقًا لمواصفات كان، وجمع أكثر من 50مليون دولار من الأموال الخاصة والعامة. استمر معهد فرانكلين وإليانور روزفلت في استمرار المشروع بمرور الوقت. بدأت مؤسستان أصبحا مانحين رئيسيين، مؤسسة ريد ومؤسسة ألفوود، دعوى قضائية ضد الشركة التي أدارت تطوير النصب التذكاري في نزاع حول كيفية الاعتراف بمساهماتهم.وقالت المؤسسات إنهما وعدتا بأن تظهر أسمائهما بالقرب من التمثال.المسؤولون عن بناء النصب التذكاري لم يجادلوا في ذلك.وبدلاً من ذلك، قال فاندن هيوفيل: «نعم، لدينا عقد نعتقد أنه خطأ الآن. مع اقترابنا من ربيع عام 2012، أدركنا أن لدينا عملًا فنيًا، وأن القوى التي تمثل التكامل الفني والثقافي للمشروع معنية بالحفاظ على هذا العمل. إن نقاء وسلامة نصب خان التذكاري هو ما جعله مذهلاً للغاية».

### البناء والافتتاح
طُلب من لويس كان تصميم النصب التذكاري في عام 1972. بعد متنزّه الحريات الأربعة أحد أعمال كان الأخيرة. كان يحمل التصاميم النهائية معه عندما توفي عام 1974 في محطة بنسلفانيا في مدينة نيويورك. بعد وفاة كان، واصل ميتشل جيورجولا أركيتكتس تصميماته، التي حافظت على نوايا كان الأصلية.
جلب معرض في كوبر يونيون في 2005 مزيدًا من الاهتمام وساعد في تقدم المشروع. في عام 2006، جعلت المهندسين المعماريين الناشئين في طرف نيويورك الجنوبي المهجور للجزيرة موضوعًا لإحدى مسابقاتها السنوية. تم وضع حجر الأساس في عام 2010. ومع ذلك، تم تقييد الحديقة في دعوى قضائية أثناء بنائها.
تم تخصيص المتنزّه في حفل أقيم في17 أكتوبر 2012. شغل توم بروكاو منصب رئيس الاحتفالات.وكان من بين المشاركين الرئيس السابق بيل كلينتون، والحاكم أندرو كومو، والعمدة السابق مايكل بلومبرج، وأقارب روزفلت. قال كومو إن «نيويورك أصبحت مختبرًا للديمقراطية التقدمية، وكان روزفلت هو العالم الذي ابتكر الصيغ لمجموعة واسعة من المشاكل الوطنية والعلل الاجتماعية» وأشاد بفاندن هوفيل ووصفه بأنه «طاغوت مصمم».وأشار كلينتون إلى موقع النصب التذكاري: «بينما نتطلع إلى هذا اليوم الجديد المشرق، نحن قريبون من الأمم المتحدة، التي أنشأها أكثر من أي روح أخرى». أصبح متنزّه الحريات الأربعة ولاية نيويورك عندما تم افتتاحه للجمهور في24أكتوبر2012.

## الهندسة المعمارية

القليل من أوراق الزيزفون ألي

قال خان في محاضرة ألقاها عام1973في معهد برات 
كنت أعتقد أن النصب التذكاري يجب أن يكون غرفة وحديقة.  هذا كل ما لدي.  لماذا أردت غرفة وحديقة؟  لقد اخترت للتو أن تكون نقطة الانطلاق.  الحديقة هي إلى حد ما طبيعة شخصية، نوع شخصي من السيطرة على الطبيعة.  وكانت الغرفة بداية العمارة.  كان لدي هذا الإحساس، كما ترى، ولم تكن الغرفة مجرد هندسة معمارية، بل كانت امتدادًا للذات.
 يقع متنزّه الحريات الاربعة في أقصى جنوب جزيرة روزفلت. بالنظر إلى الجنوب، يكون لدى الزائر رؤية واضحة لمقر الأمم المتحدة(خاصة مبنى الأمانة العامة للأمم المتحدة)إلى الشمال من الحديقة يوجد جسر كوينزبورو، الذي يمتد على النهر الشرقي. يقترب الزائر من الشمال، ويمر بين صف مزدوج من الأشجار يضيق عند اقترابه من النقطة، ويؤطر مناظر أفق نيويورك والميناء. النصب التذكاري هو موكب من المساحات الأنيقة في الهواء الطلق، وبلغت ذروتها في ساحة محاطة بـ 28 كتلة من الجرانيت بولاية نورث كارولينا، وزن كل منها 36 طنًا. يحتوي الفناء على تمثال نصفي لروزفلت، نحته جو ديفيدسون عام 1933.
عند هذه النقطة، النصب التذكاري نفسه هو نسخة مبسطة بدون سقف لمعبد يوناني من الجرانيت. مقتطفات من خطاب الحريات الأربع لروزفلت منقوشة على جدران هذا الفضاء الشبيه بالغرفة، والمفتوح على السماء في الأعلى.

تم بناء النصب التذكاري بالكامل في ماونت إيري جرانيت مصدره شركة نورث كارولينا للجرانيت. أكثر من 140,000 قدم مكعب (4,000 م3) من ماونت إيري جرانيت تم استخدامه في بناء النصب التذكاري.على النقيض من أشكال الجرانيت الصلب، وضع خان خمس أشجار زان نحاسية عند مدخل النصب التذكاري و 120 زيزفونًا صغيرًا في الوايس المؤدية إلى النصب التذكاري.

## روابط خارجية
- FDR Four Freedoms Park digital education resource
- NYS Parks website
- Four Freedoms Park (pictures and info in spanish)